# Leonardo Morales (calciatore 1975)
Leonardo Adoly Morales López (Santa Rosa de Aguán, 8 ottobre 1975) è un calciatore honduregno, difensore dello Hispano.